# Villarino de Conso
Villarino de Conso (oficialmente en gallego: Vilariño de Conso) es un municipio de la provincia de Orense en Galicia. Pertenece a la comarca de Viana.

## Demografía
Cuenta con una población de 510 habitantes (INE 2024).
| Gráfica de evolución demográfica de Villarino de Conso entre 1842 y 2021 |
| |
| Población de derecho según los censos de población del INE Población de hecho según los censos de población del INEEn estos censos se denominaba Villarino de Conso: 1842, 1860, 1877, 1887, 1897, 1900, 1910, 1920, 1930, 1940, 1950, 1960, 1970 y 1981 En este censo se denominaba Villarino: 1857 |

## Organización territorial
El municipio está formado por veinticinco entidades de población distribuidas en diez parroquias:
- Castiñeira (San Lorenzo)[8][11]
- Chaguazoso (San Bernabé)
- Conso (Santiago)
- Mormentelos (Nuestra Señora de la O)[8][12]
- Pentes (San Lorenzo)[8][13]
- Pradoalvar[9] (San Andrés)[8][14][10]
- Sabuguido (Santa María)
- San Cristóbal[8][9][15]
- San Mamed[8][9][16]
- Villarino[9] (San Martín)[8][4]

## Evolución de la deuda viva
El concepto de deuda viva contempla solo las deudas con cajas y bancos relativas a créditos financieros, valores de renta fija y préstamos o créditos transferidos a terceros, excluyéndose, por tanto, la deuda comercial.
| Gráfica de evolución de la deuda viva del ayuntamiento entre 2008 y 2014                             |
| |
| Deuda viva del ayuntamiento en miles de Euros según datos del Ministerio de Hacienda y Ad. Públicas. |

La deuda viva municipal por habitante en 2014 ascendía a 0 €.